# Rusokastro Rock
Rusokastro Rock (englisch; bulgarisch скала Русокастро skala Russokastro) ist eine in nordwest-südöstlicher Ausrichtung 170 m lange und 70 m breite Zwillingsklippe im Archipel der Südlichen Shetlandinseln. Sie liegt 1,6 km nordöstlich von Pyramid Island, 5,7 km nordöstlich des Williams Point und 5,7 km nordwestlich des Duff Point in der nördlichen Einfahrt zur McFarlane Strait zwischen der Livingston-Insel und Greenwich Island. Ihre beiden Teile werden durch eine 30 m breite Passage voneinander getrennt.
Bulgarische Wissenschaftler kartierten den Doppelfelsen 2009. Die bulgarische Kommission für Antarktische Geographische Namen benannte ihn 2009 nach der mittelalterlichen Festung Rusokastro im Südosten Bulgariens.